# 王開化
王開化（？—1861年），字梅村，為王錱族弟，十七岁时隨王錱征战。王錱歿後，王開化与张运兰共领王錱旧部，之后王開化辭官至城南書院講學。王開化與左宗棠往來甚切，并交为好友；。1860年左宗棠组建楚军并收编王錱旧部，王開化受命负责营务工作。1861年左宗棠攻打浙江太平軍前夕，王開化因病辞官，不久病逝。